# Združenje za naravni razvoj otrok
Združenje za naravni razvoj otrok (ZNRO) je slovenska organizacija, ki nasprotuje obveznemu cepljenju. Predsednik ZNRO je Boris Potočar.
ZNRO je leta 2018 organiziralo shod na Trgu republike v Ljubljani proti spremembam zakona o nalezljivih boleznih, ki bi necepljenim otrokom prepovedala obiskovanje javnih in javno sofinanciranih vrtcev.